# Anguis fragilis
Orvet, Orvet commun
Espèce
Statut de conservation UICN

 LC  : Préoccupation mineure
Anguis fragilis est une espèce de sauriens de la famille des Anguidae. Cette espèce de lézards apodes est appelée Orvet, Orvet fragile, Orvet commun ou Petit Timothée.

## Répartition
Cette espèce se rencontre en Europe, en Turquie et en Iran. Des spécimens ont été observés en Afrique du Nord.

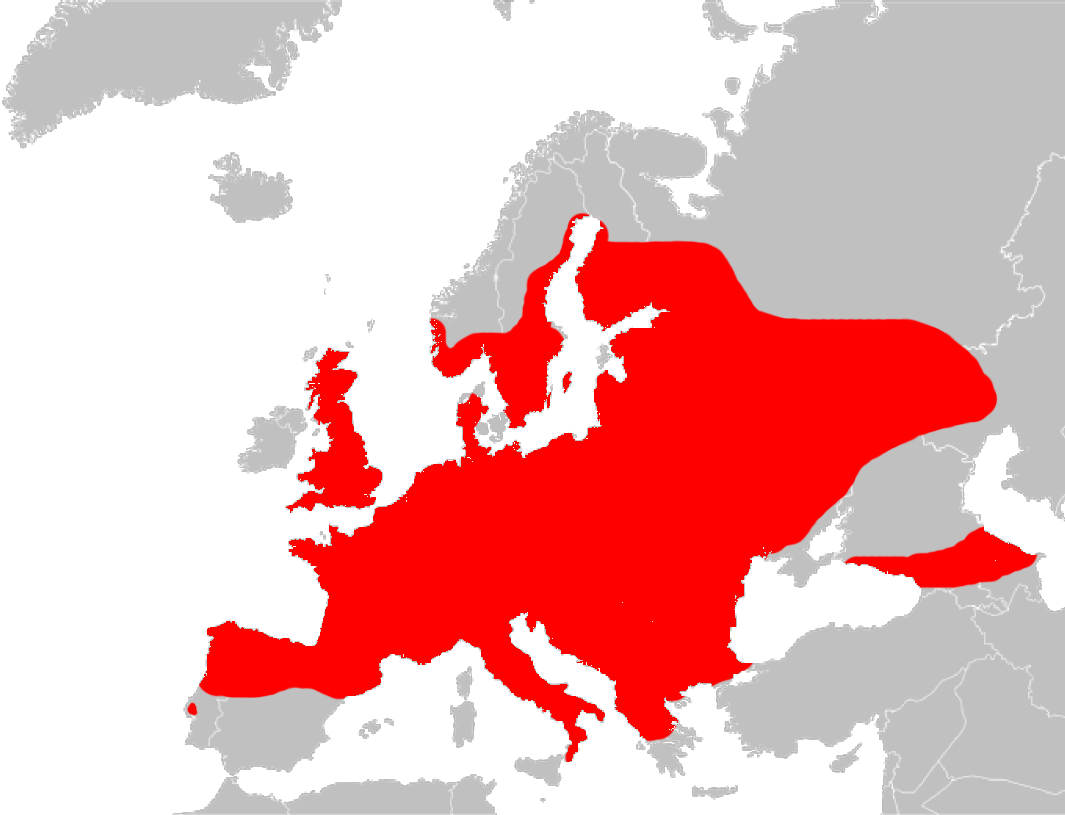
Distribution

## Habitat
Il fréquente les parties ombragées de jardins, les prairies à végétation haute, les haies et les forêts, dans lesquelles il dispose de nombreuses cachettes et où il trouve les invertébrés dont il se nourrit (vers, limaces, araignées, insectes et larves). Il peut aussi trouver refuge sous des tôles ou des sacs en plastique où l'humidité relative est très proche de la saturation. En montagne, on le trouve fréquemment jusqu'à 1 200 m mais aussi, bien que moins souvent, jusqu'à 2 000 m.
Pendant les périodes de repos, on trouve souvent ce petit lézard sous de vieux cartons, des plastiques ou dans des galeries de rongeurs. Quelquefois, la galerie sera creusée par ses propres soins. L'hivernation se pratique également dans ce type de terrier qui peut avoir jusqu'à 70 cm de profondeur et qui sera préalablement refermé par de la terre ou de la mousse. L'orvet peut également passer l'hiver dans un tas de fumier ou sous tout autre abri ayant la température nécessaire. Il lui faut surtout un grand calme. Les hivernations de masse pouvant comporter jusqu'à 100 individus ne sont pas rares.

## Description

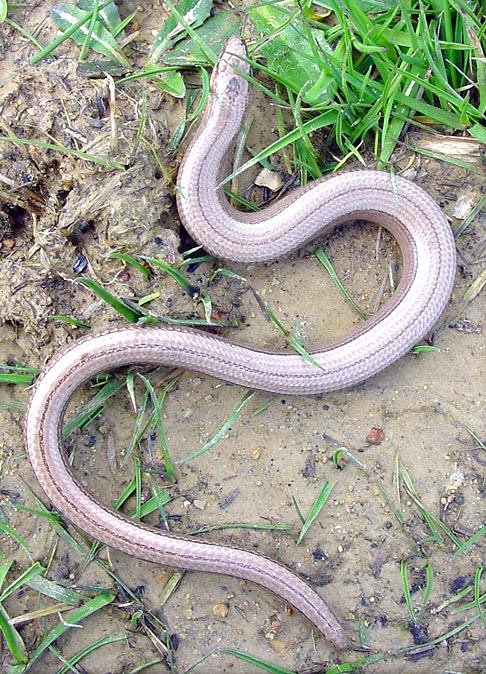
Bien qu'il conserve de minuscules reliques de pattes (apparentes à la radiographie), l'orvet se déplace comme les serpents.

La tête est petite à museau conique et arrondi. L'extrémité de la queue est un peu arrondie. Son aspect lisse est dû à la présence de minces plaques osseuses sous la peau, les ostéodermes.

La tête
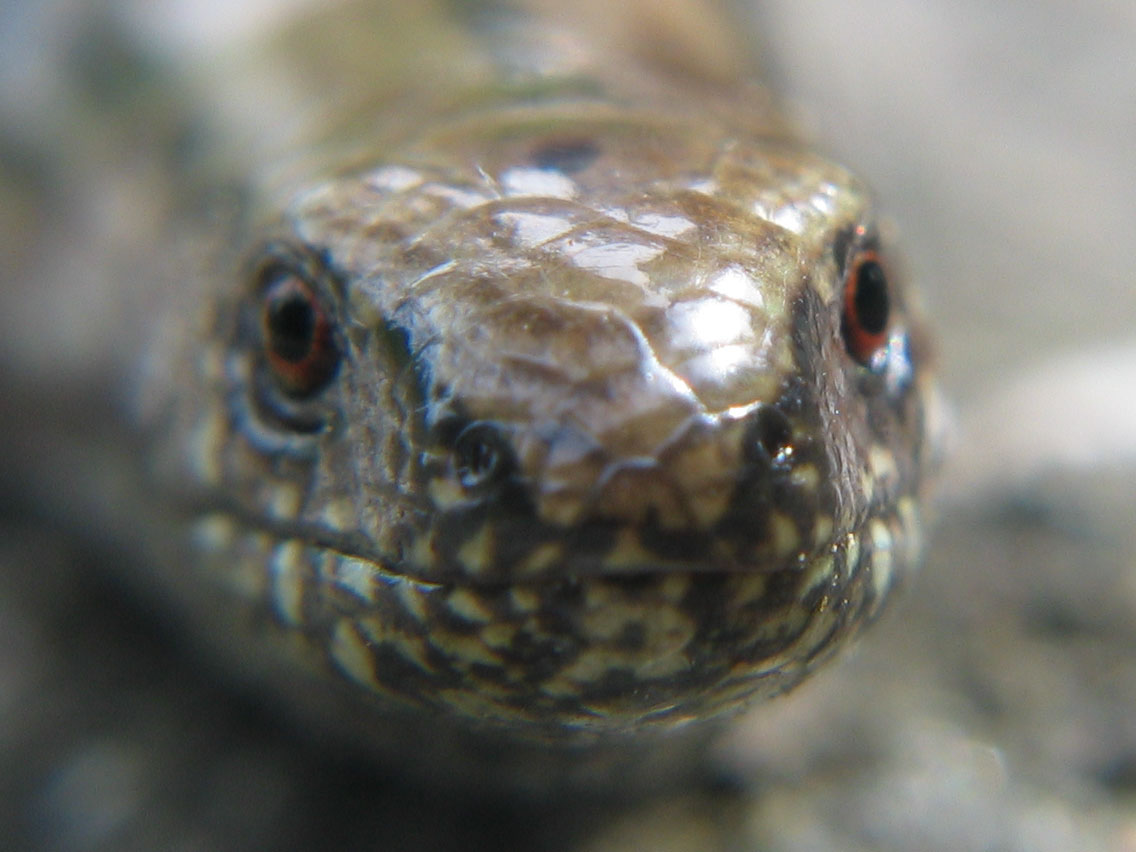
La tête est petite et tubulaire (Suède).
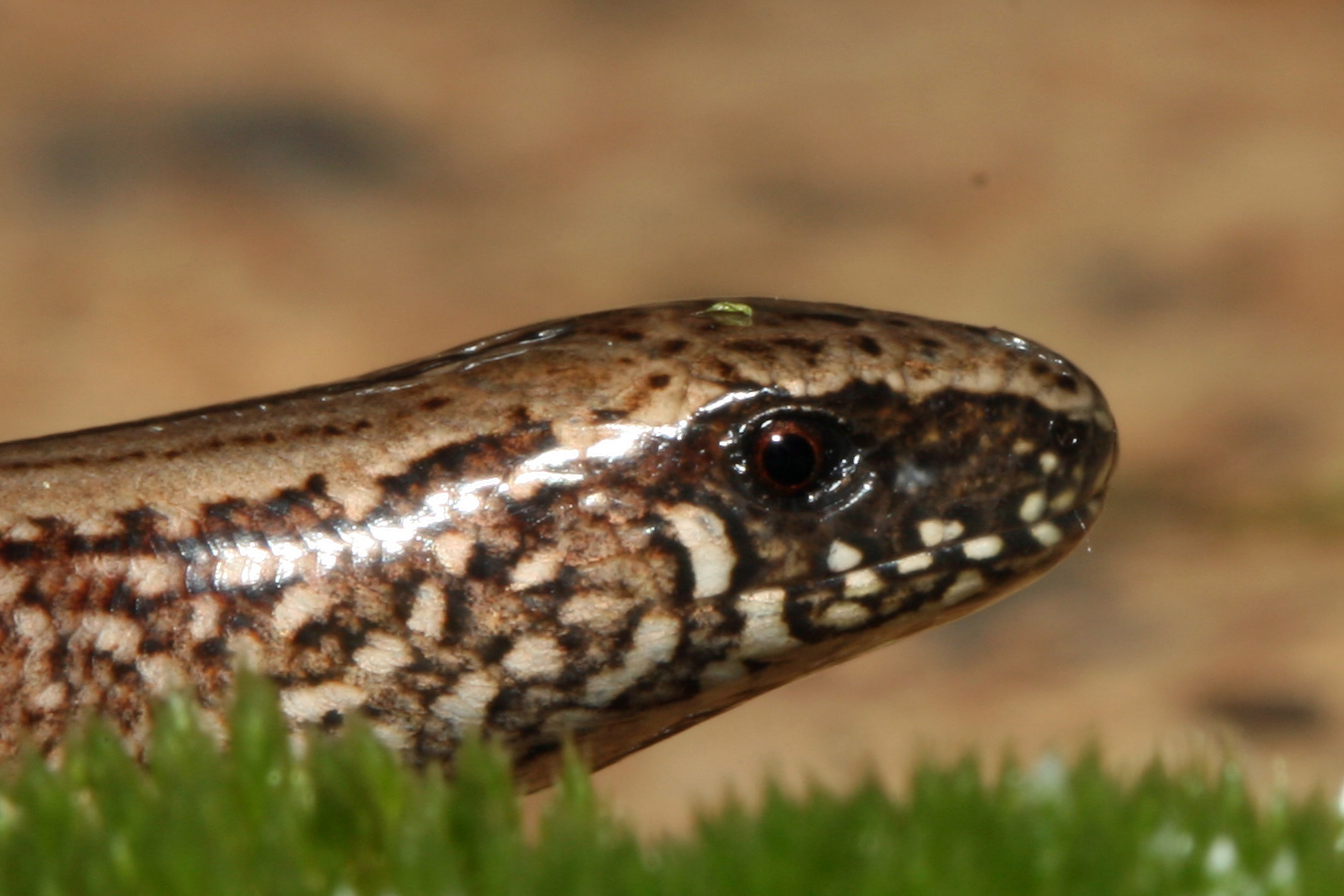
Le museau est conique et arrondi (Allemagne).
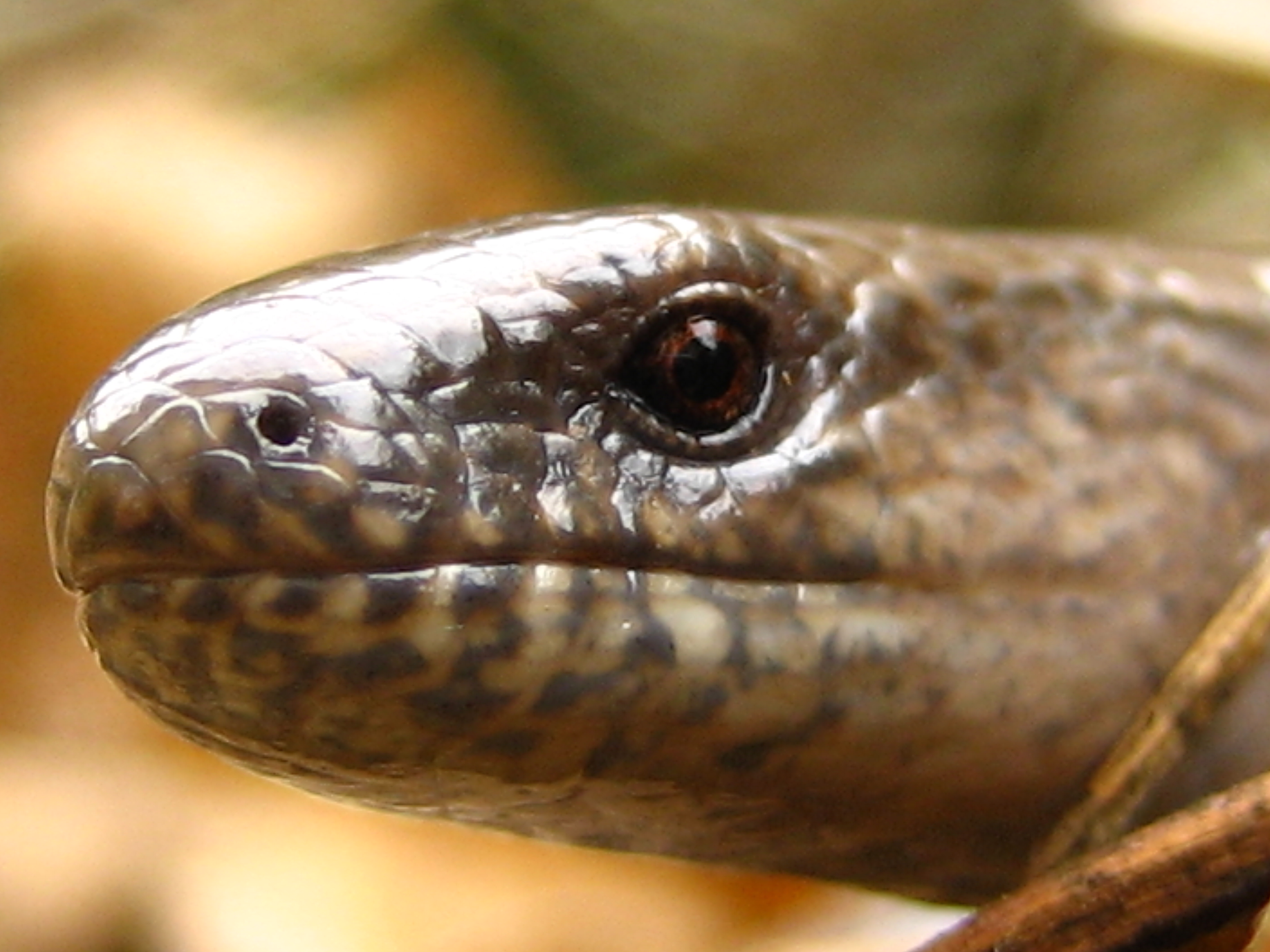
L'iris est rond (Iéna, Allemagne).
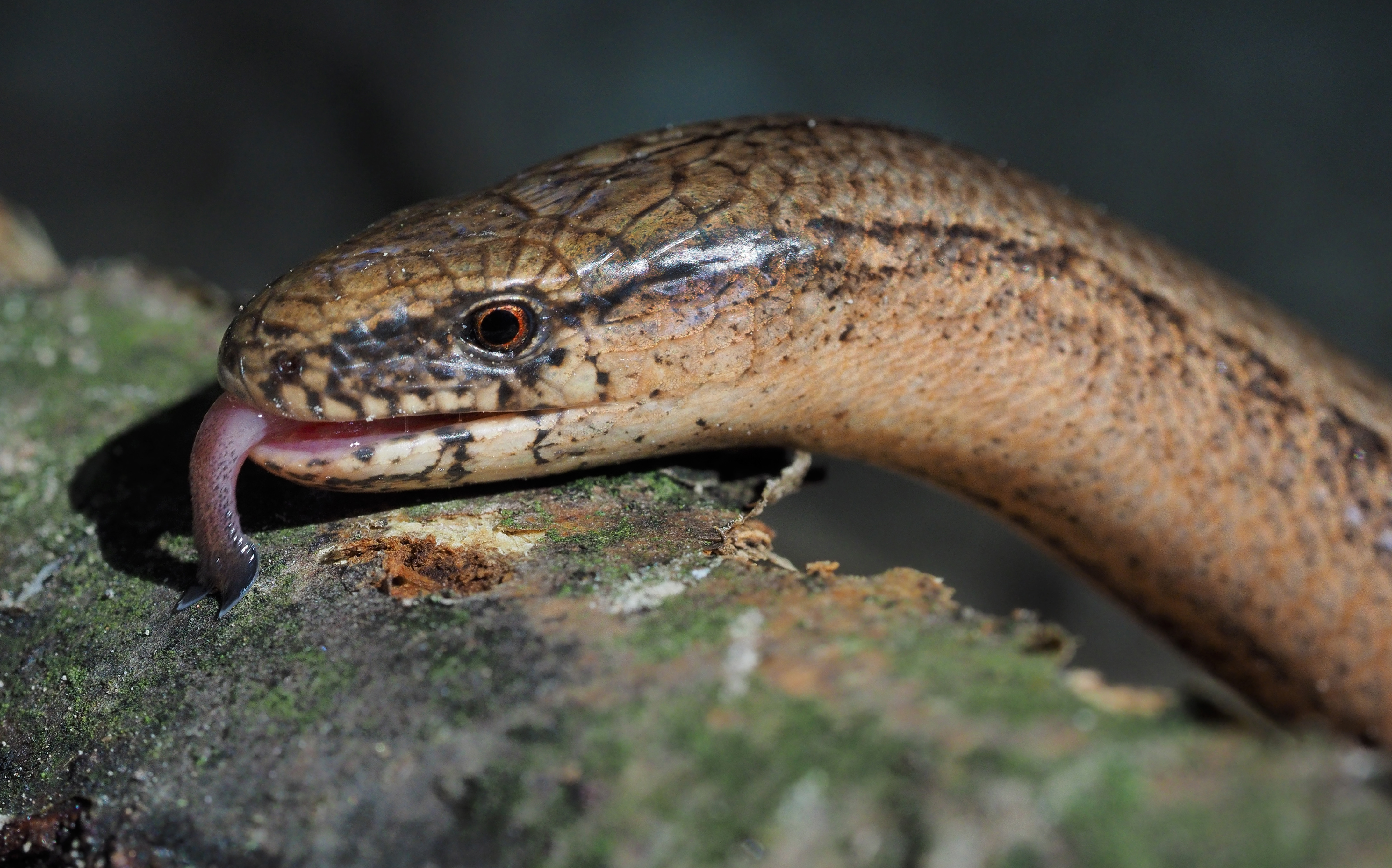
À Golovec (Ljubljana, Slovénie).

La coloration est très variable en fonction de l'âge, du sexe et des variétés géographiques. La couleur du dos varie du jaune au rougeâtre, parfois bleuté, noir uni ou présentant de grandes bandes sombres.
La longueur des mâles est de 30 à 40 cm, atteignant presque les 50 cm exceptionnellement. La longueur de la femelle est de 50 cm.
L'orvet a la faculté d'autotomie. Cette faculté lui permet, comme à la plupart des lézards, d'échapper à un prédateur en lui laissant un bout de sa queue. La nouvelle queue est plus sombre et rigide, mais surtout bien plus courte. Elle ne dépasse généralement pas 2 ou 3 cm. Une seconde autotomie n'est généralement plus possible.
Ce lézard apode est souvent confondu avec un serpent dont il se distingue par la présence de paupière mobile (il peut cligner des yeux) alors que le serpent a des yeux protégés par une paupière transparente fixe, et par plusieurs rangées d'écailles ventrales (la plupart des serpents n'en ont qu'une). Son surnom de « serpent de verre » vient du fait que, à l'instar de nombreux autres lézards, sa queue se casse dans le cas d'une mauvaise manipulation (cassure accidentelle et passive) ou d'une tentative de prédation (autotomie caudale).

## Éthologie
L'orvet est un fouisseur qui passe la plupart de son temps sous terre : il creuse lui-même ses galeries ou utilise celles de rongeurs.
Sa longévité est estimée à trente ans avec une longévité maximale connue de 54 ans. Il hiberne l'hiver.
Les orvets ont un régime alimentaire carnivore  et consomment principalement des limaces et des vers de terre.

## Reproduction

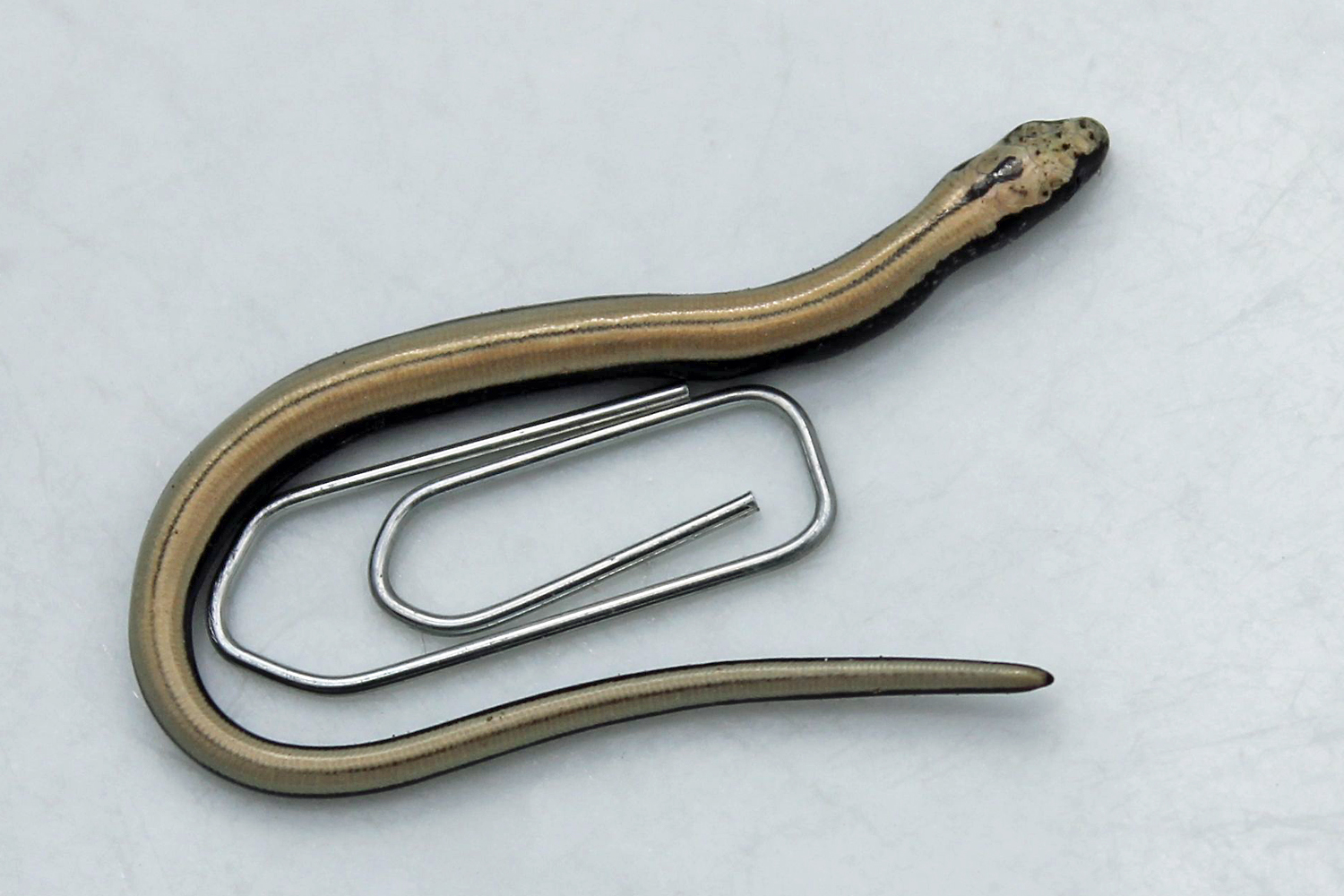
Jeune animal (82 mm de long ; pour la comparaison de taille, un trombone)

La reproduction se déroule au printemps lorsque les orvets redeviennent actifs. Contrairement à beaucoup de lézards ovipares, l'orvet est ovovivipare (ou vivipare selon les sources) : la femelle pond 5 à 20 œufs entre juin et août, des sortes de sacs constitués d'une membrane translucide et souple, que les petits brisent dès la naissance.

## Menaces
Comme beaucoup d'animaux à sang à température variable - poïkilothermes -, les orvets sont sensibles aux pesticides insecticides et peut-être à certains désherbants et fongicides.
Une grande partie de leur population a disparu à cause de l'urbanisation, de la périurbanisation, de la fragmentation écologique du paysage (il est victime de la circulation routière) et surtout du recul des prairies, du bocage et de  l'agriculture intensive. Le mode d'alimentation des orvets les expose à des polluants ou toxiques concentrés par les invertébrés qu'ils consomment
En plus des menaces précédentes, l'orvet est très sensible à la prédation exercée par les chats. L'orvet étant moins habile qu'un lézard et ne pouvant pas voler comme un oiseau, il devient une proie facile pour les chats ayant maintenu leur instinct de chasseur. 
En France, l'espèce est protégée par la loi. Le comité français de l'UICN la classe parmi les espèces objet d'une préoccupation mineure, mais elle n'est pas évaluée au niveau international.
Sa ressemblance avec les serpents le fait souvent confondre avec ces reptiles dont beaucoup pourtant sont inoffensifs et d'ailleurs également protégés ; on a pu le tuer pour cette seule raison, en dépit de ses qualités avérées d'auxiliaire de l'agriculture et du jardinage.

## Taxinomie

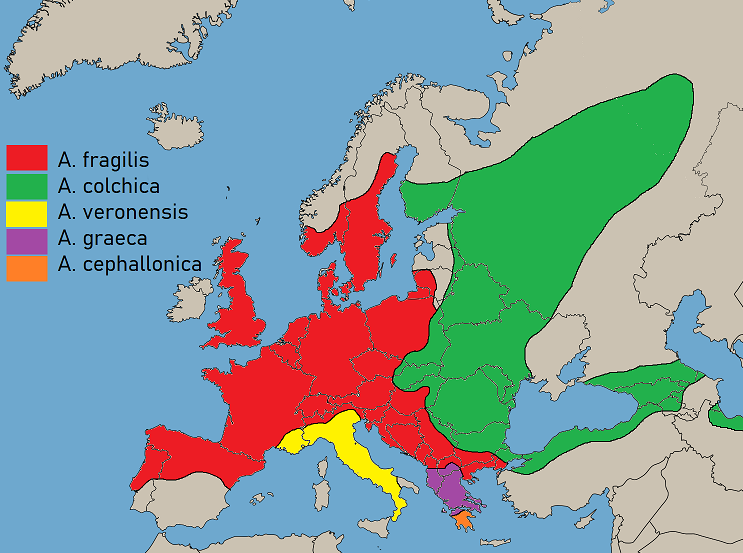

### Étymologie
Le nom scientifique vient du latin angustus (« étroit ») et fragilis (« fragile, cassant »).

### Groupes génétiques
Gvoždík et al. distinguent six groupes génétiques dans Anguis : Anguis cephallonica, Anguis fragilis, Anguis graeca, Anguis colchica colchica, Anguis colchica incerta et Anguis colchica orientalis. Les cinq derniers groupes correspondent à Anguis fragilis au sens large et ancien.

## Galerie

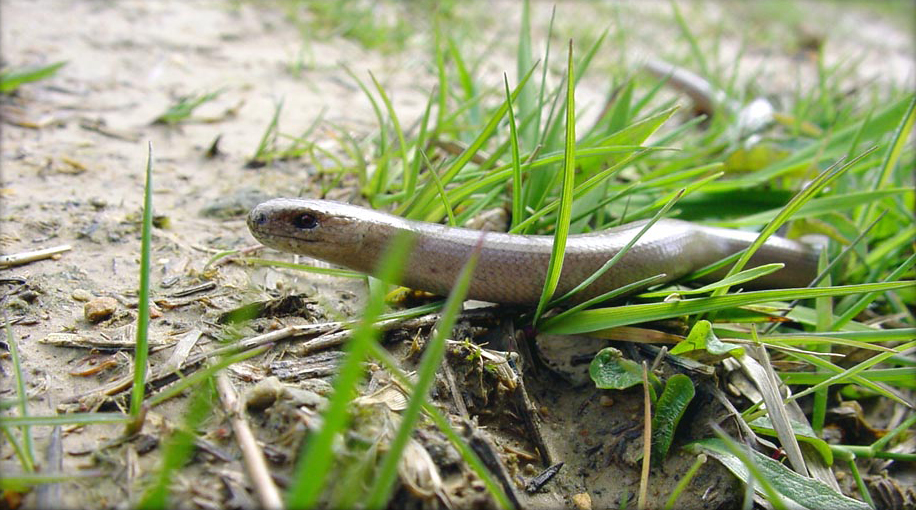
Dans les zones humides du Plateau d'Helfaut (Pas-de-Calais, France).
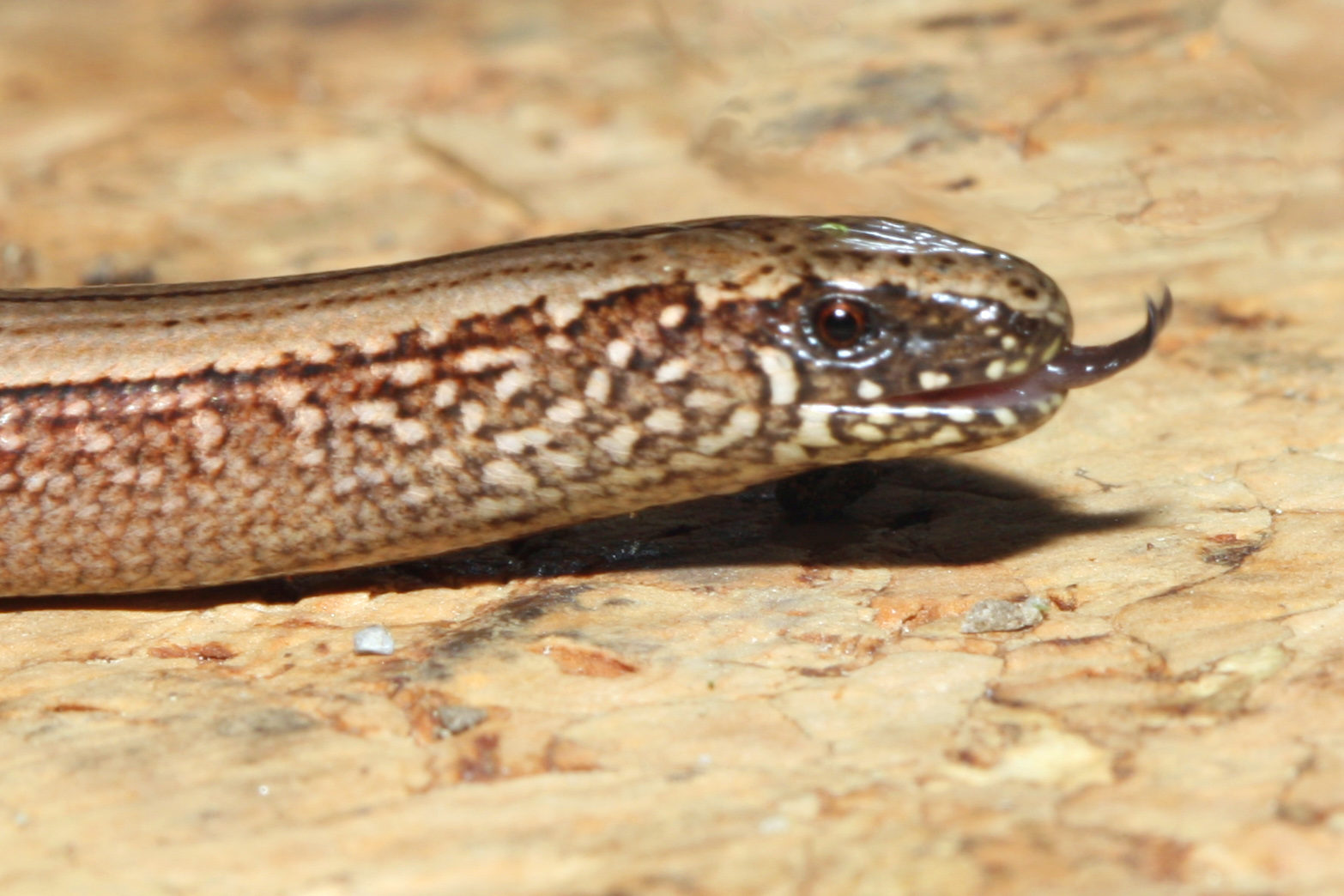
Sa langue bifide lui permet de mieux explorer son environnement, et trouver ses partenaires sexuels.
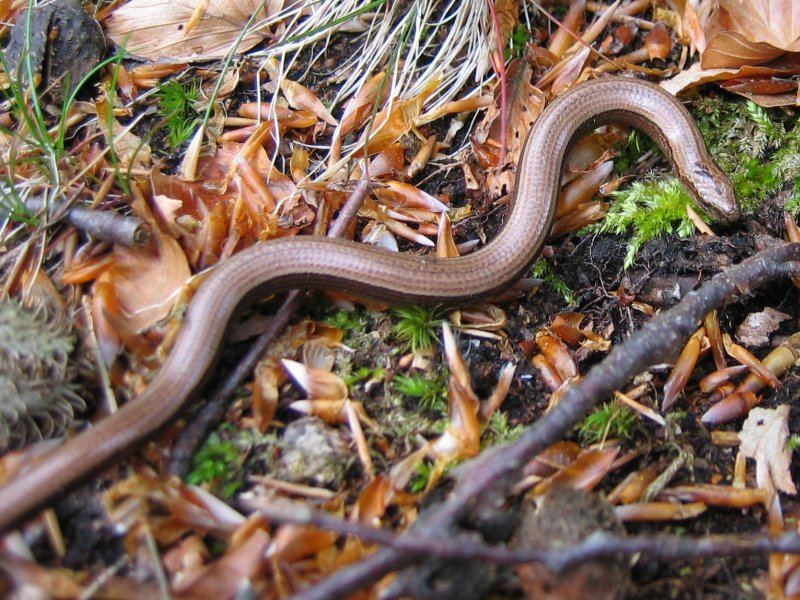
Sa couleur et sa texture lui offrent un relatif camouflage.
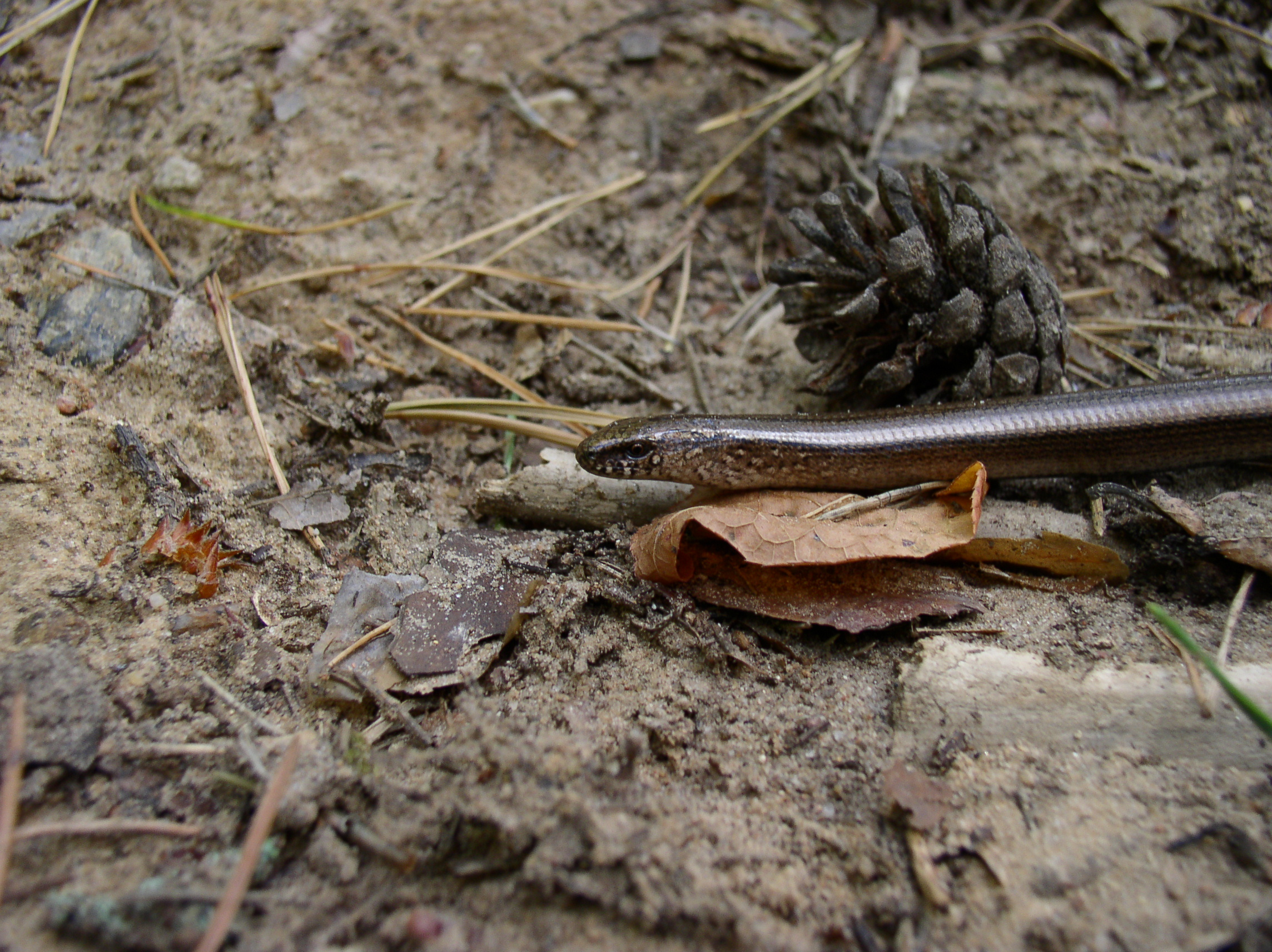
Les couleurs et motifs des écailles varient selon les individus et les régions (Biélorussie).
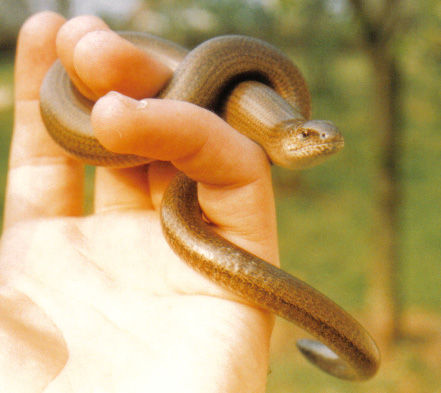
...dans la main.
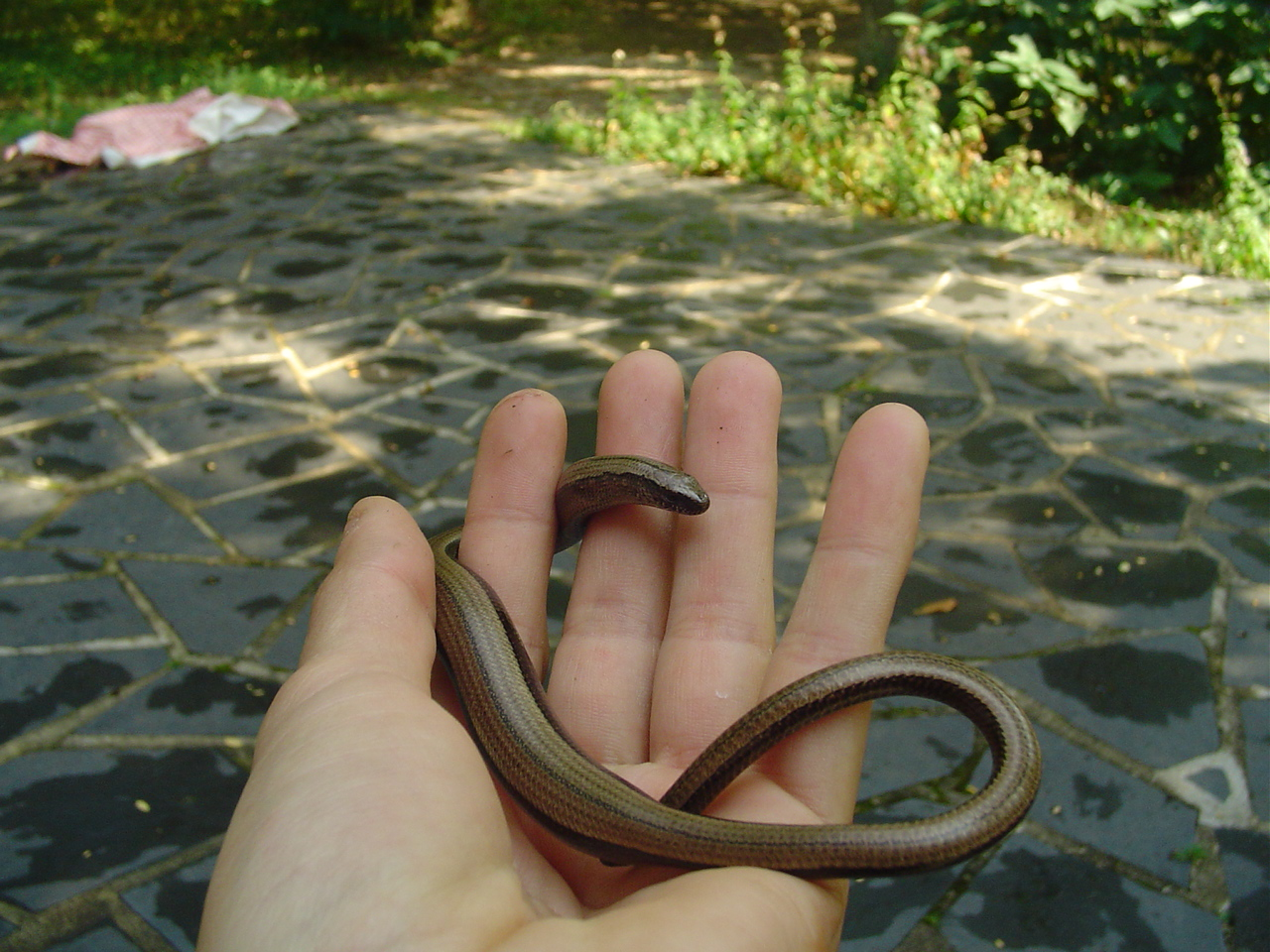
...dans la main.
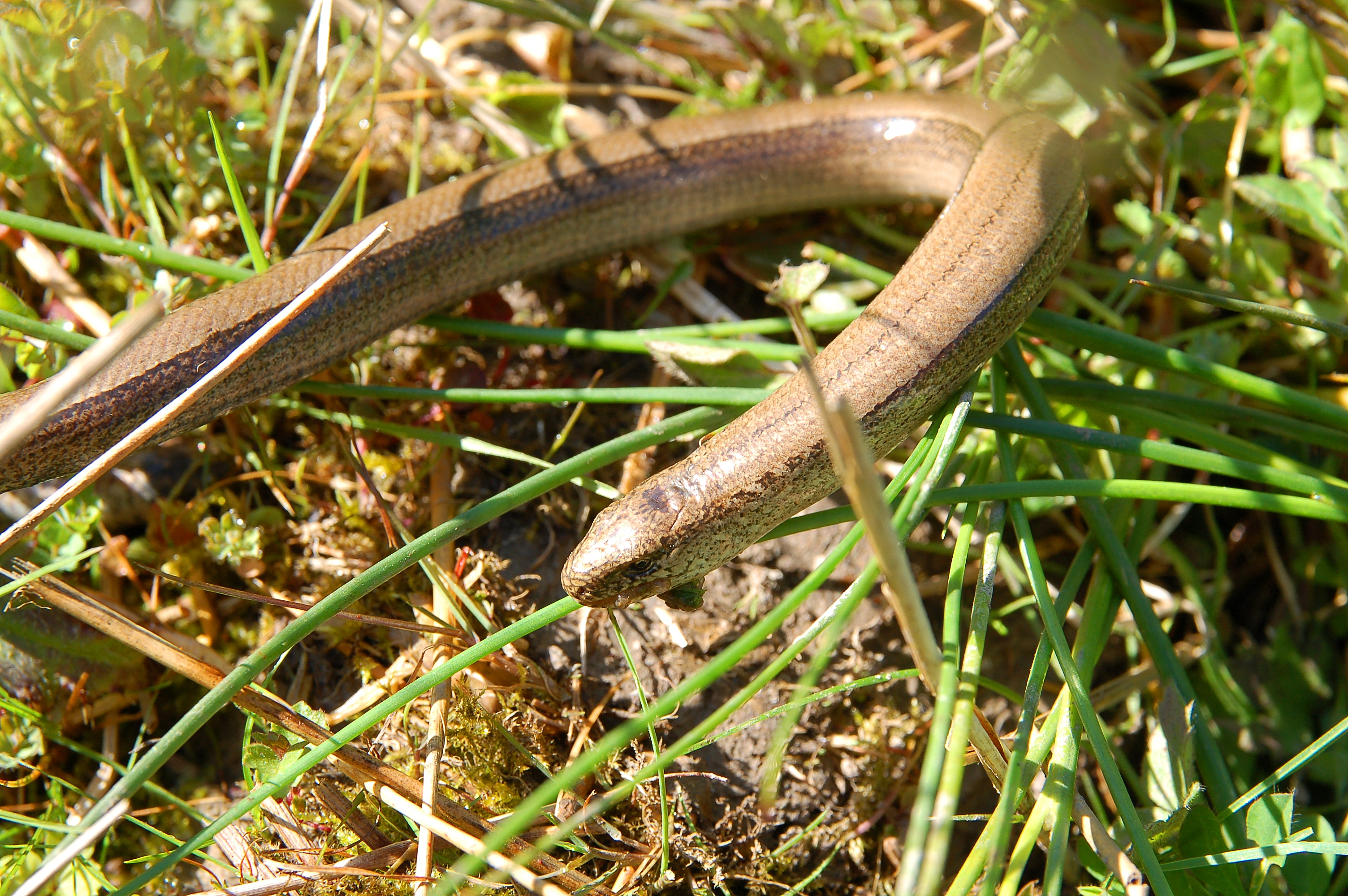
Anguis fragilis apprécie la strate herbacée des clairières ou à proximité des haies, talus ou bosquets.
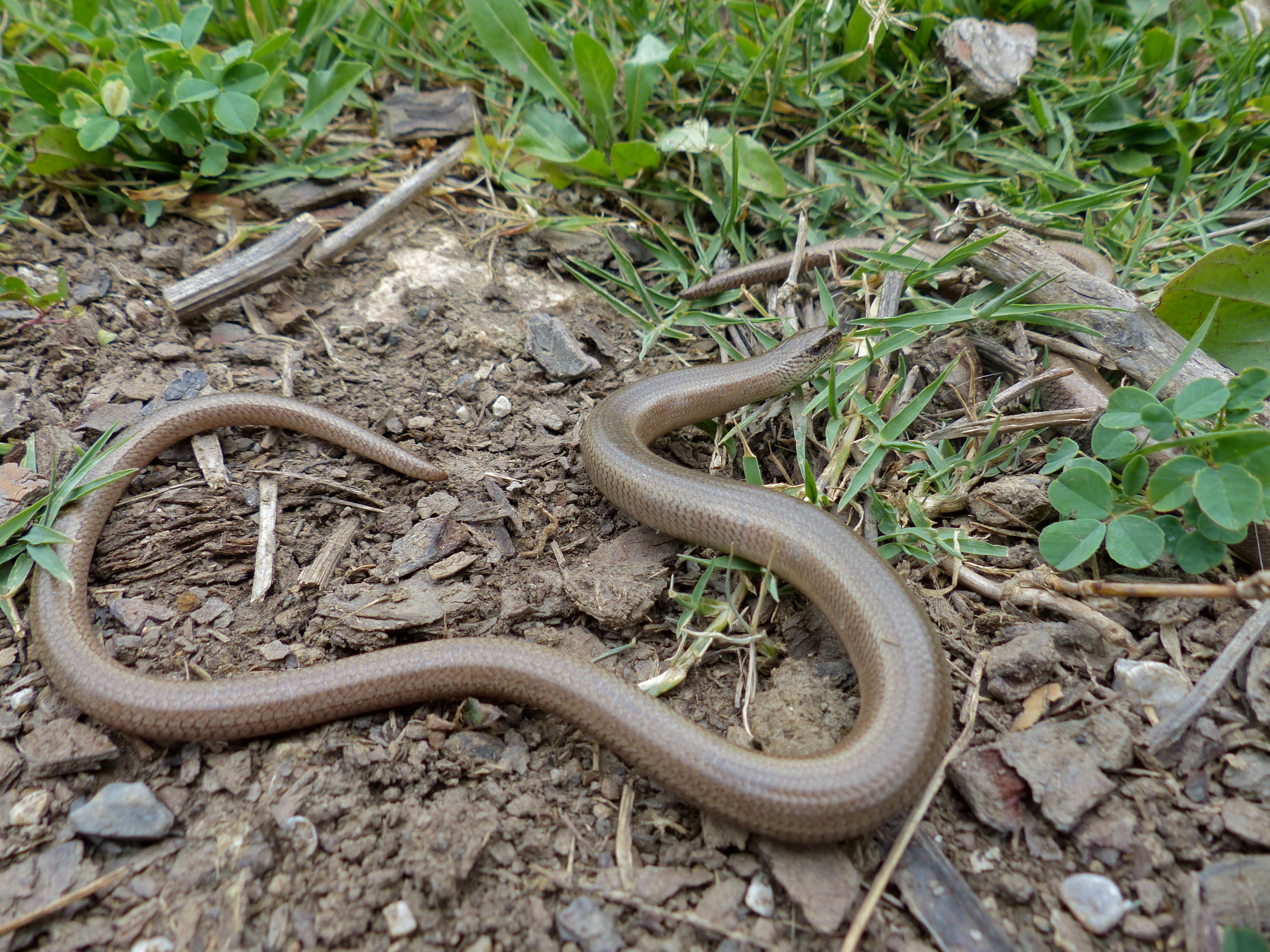
Anguis fragilis (Cantabria, Espagne)
- Anguis fragilis en mouvement

## Publication originale
- Linnaeus, 1758 : Systema naturae per regna tria naturae, secundum classes, ordines, genera, species, cum characteribus, differentiis, synonymis, locis, ed. 10 (texte intégral).